# Порджес, Артур
Артур Порджес (англ. Arthur Porges) (1915 - 2006) — американский писатель-фантаст и автор детективов.

## Биография и творчество
Родился в городе Чикаго, Иллинойс, США. Получил степень магистра в области математики в техническом институте в штате Иллинойс. Работал инструктором во время Второй мировой войны, а после войны преподавал математику.
Первая публикация в 1950 году, когда в журнале «Man’s World» вышел рассказ «Крысы». Тот же рассказ выходит в следующем году на страницах журнала «The Magazine of Fantasy and Science Fiction». В течение своей писательской карьеры Артур Порджес пишет в основном рассказы и другие короткие произведения в жанре научной фантастики. В 1960-е годы Артур Порджес объявил об отказе от активной деятельности и оставил преподавание. Однако его рассказы продолжают выходить, хоть и с большими промежутками времени. Кроме того, в этот период он отдаляется от фантастики и уделяет наибольшее внимание детективному жанру, в первую очередь, сюжетам с использованием «невозможных преступлений», таких, как проблема запертой комнаты. Разгадки в детективных рассказах Порджеса обычно основаны на использовании каких-то естественнонаучных знаний, а сыщиками выступают учёные, такие, как патологоанатом Хоффман или профессор-изобретатель Грей.
Несмотря на большое количество опубликованных рассказов, которые Порджес написал на протяжении всей своей жизни, первый авторский сборник был опубликован только в 2002 году.

## Интересные факты
В 1972 году в СССР на киностудии «Центрнаучфильм» режиссёром Семёном Райтбуртом был снят короткометражный фильм «Математик и чёрт» по рассказу Артура Порджеса «Саймон Флэгг и дьявол».

## Избранные рассказы
«The Rats» (1950)

«The Fly» (1952)

«The Liberator» (1953)

«Mop-Up» (1953)
 
«The Ruum» (October 1953), in Adventure Stories for Boys, Octopus Books, 1988

«The Devil and Simon Flagg Архивная копия от 28 апреля 2016 на Wayback Machine» (1954)

«Dead Drunk» (1959)

«Circle in the Dust» (1960)

«A Specimen for the Queen» (1960)
 
«Solomon’s Demon» (1961)

«The Rescuer» (1962)

«The Missing Bow» (1963)
 
«The Fanatic» (1964)

«Blood Will Tell» (1966)
 
«The Mirror» (1966)

«Swan Song» (1966), in Adam’s Best Fiction, ed. Thomas H. Schulz, Holloway House Publishing Co., 1966

## Сборники
Three Parodies and a Pastiche (1988)

The Mirror and Other Strange Reflections (2002)